# Gynostemma pentaphyllum
Gynostemma pentaphyllum, conocida como yiaogulan, jiaogulan (en chino, 绞股蓝; pinyin, jiǎogǔlán), planta de la inmortalidad o hierba de la inmortalidad, literalmente "orquídea de la vid enroscada", es una hierba de la familia de las cucurbitáceas nativa de China, Vietnam, Corea y Japón, usada en la medicina tradicional y actualmente por la fitoterapia como antioxidante y adaptógeno y para sentirte bien.

## Descripción
Ginostemma pentaphyllum es una enredadera de tallo y ramificaciones estrechas, glabras o escasamente pubescentes que alcanza longitudes de entre 4 y 8 m. Posee zarcillos filiformes, generalmente bifurcados de entre 1 y 4 mm. Sus hojas son pedadas con entre 3 y 9 foliolos (generalmente entre 5 y 7) ovados a lanceolados; el foliolo terminal siempre de mayor tamaño que los laterales con entre 3 y 12 cm de longitud y 1,5 y 4 cm de anchura. La planta es dioica; las inflorescencias masculinas y femeninas son panículas con un cáliz formado por brácteas con sección triangular de 1 a 5 cm y color verde pálido a blanco, los pedúnculos son filiformes y ramificados y los pedicelos tienen hasta 4 mm de longitud. La inflorescencia masculina es siempre de mayor tamaño que la femenina, alcanzando los 30 cm. La inflorescencia femenina posee un ovario globoso di o triloculado que forma un fruto globoso, indehiscente, glabro o pubescente con entre 5 y 6 mm de diámetro. En su madurez este fruto es de color negro y produce semillas pardas, ovadas y con la superficie papilosa de hasta 4 mm de diámetro.

## Historia botánica
La primera cita conocida de esta planta aparece en el libro Tratado Médico para el Hambre escrito en 1406 por Zhu Xiao, donde se nombra más como una planta para la subsistencia que como una hierba medicinal. La primera mención sobre su uso como medicamento, es la del libro de Li Shizhen, Compendio de Materia médica publicado en 1578, donde se indica que el yiaogulan se utiliza para el tratamiento de diversas enfermedades, tales como hematuria, edema en la faringe y el cuello, tumores y traumatismos, aunque lo confunde con otra hierba, wulianmei. La confusión fue aclarada en 1848 por Wu Qi-Jun, en su libro Investigación Textual sobre Plantas Herbáceas, el cual da cabal información sobre los diversos usos medicinales del yiaogulan.
El reconocimiento moderno de esta planta se originó en la investigación para su uso como edulcorante. En 1970 al analizar sus componente, en Japón, el Dr. Masahiro Nagai descubrió que contiene compuestos químicos idénticos a algunos de los que se encuentran en el Panax ginseng. Más tarde, el Dr. Tsunematsu Takemoto descubrió que el yiaogulan contiene cuatro saponinas idénticas a las de Panax ginseng, así como diecisiete saponinas similares. Durante la siguiente década 82 saponinas (gisenósidos) se identificaron en el yiaogulan, en comparación con 28 (ginsenósidos) que se encuentra en el Panax ginseng.
Sin embargo en la Unión Europea esta planta es considerada un nuevo alimento, desde una orden judicial controversial en el año 2012, la cual desde entonces prohíbe su comercialización como alimento.

C.J. Blume, un destacado botánico, cuyo padre era alemán y su madre holandesa, entró al servicio del Hortus Botanicus en Leiden, Holanda, para mapear las plantas de las Indias Orientales Neerlandesas y partió hacia Java en 1819. Durante su estancia allí, descubrió más de 700 géneros de plantas y aproximadamente 2400 especies, que pertenecen a 170 diferentes familias de plantas. Dado el gran número de plantas recién descubiertas, es comprensible que no todas sus descubrimientos pudieran ser inmediatamente claramente indexados y nombrados. Una de las especies que nombró es Gynostemma Pedata, que describió en 1825.
Es evidente, al comparar las características de las hojas de Pedata y Pentaphyllum, que se trata del mismo género: descubierto y descrito por Blume en 1925 y mucho más tarde (+37 años), Makino nombró exactamente la misma especie: 'Gynostemma Pentaphyllum' (1902). Haga clic en el enlace para ver fotos comparativas del manuscrito "Flora of Dutch Indie".

## Medicina tradicional
Esta planta ha sido y es usada por los pobladores de las montañas del sur de China y norte de Vietnam, como hierba para la longevidad y se consume regularmente su infusión, en forma de té de hierba.

## Agricultura orgánica
Información sobre el té de jiaogulan y los beneficios de la agricultura orgánica.

Jiaogulan orgánico Información sobre los ingredientes y el análisis de laboratorio.

## Investigación clínica
Se ha comprobado la acción antioxidante de los polisacáridos extraídos del yiaogulan en ensayos con ratas sometidas a intenso ejercicio físico al incrementar la presencia de las enzimas superóxido dismutasa, catalasa y glutatión peroxidasa que participan en la defensa antioxidante endógena en células sometidas a estrés oxidativo. Diversas investigaciones han puesto de manifiesto que el tratamiento con extractos de esta planta reduce los niveles totales de colesterol, los de LDL y los de triglicéridos, en varios tipos de tejidos de ratas, al mismo tiempo puede aumentar los niveles de HDL. También se ha observado en los estudios realizados con ratas que aumenta la actividad de los linfocitos T y puede actuar como inhibidor tumoral.
Se ha encontrado que puede usarse en el tratamiento de la hipertensión. Las pruebas de laboratorio demuestran que el yiaogulan estimula la liberación de óxido nítrico, causando que los vasos sanguíneos se relajen, por la cual puede reducir la presión arterial elevada. En un estudio, los gipenósidos administrados a las personas con hipertensión de grado II, mostraron 82% de efectividad en la reducción de la tensión arterial.
Se investiga también su uso en el tratamiento de la diabetes.

## Taxonomía
Gynostemma pentaphyllum fue descrita inicialmente por Carl Peter Thunberg como Vitis pentaphylla y posteriormente renombrada y publicada en Botanical Magazine 16: 179. 1902  por Tomitarô Makino.
Sinonimia
- Alsomitra cissoides M.Roem.
- Enkylia digyna Griff.
- Enkylia trigyna Griff.
- Gynostemma blumei Hassk.
- Gynostemma cissoides Benth. & Hook.f.
- Gynostemma pedatum Blume
- Gynostemma siamicum Craib
- Gynostemma trigynum M.A.Lawson
- Pestalozzia pedata (Blume) Zoll. & Moritzi
- Vitis atroviridis Wall.
- Vitis martini H. Lév. & Vaniot
- Vitis pentaphylla Thunb.
- Vitis pentaphylla Thunb. ex A. Murray
- Vitis quelpaertensis H. Lév.
- Vitis trichophora Wall.
- Zanonia cissoides Wall.
- Zanonia pedata (Blume) Miq.[24]